# Niko Nardelli
Niko Nardelli (Dubrovnik, 25. lipnja 1857. – Dubrovnik, 4. prosinca 1925.) hrvatski političar i pravnik, slikar

## Životopis
Nicolo Giuseppe Giovanni Guglielmo Nardelli (kako je zapisano u crkvenim knjigama) rodio se 25. lipnja 1857. u Dubrovniku, od oca Antuna i majke Luce, kao sin jedinac. Živio je u roditeljskoj kući na Pilama do svoje sedamnaeste godine. Rano je krenuo u školu, u petoj godini života (školska godina 1861./1862.) Otac mu je umro 1864. godine, kad je Niko imao sedam godina. Sljedeće godine Niko već pohađa gimnaziju u Dubrovniku, maturirao je 1873. godine, nakon čega studira pravo u Grazu od 1874. do 1877. godine. Potom se zapošljava u državnoj službi, prvo pri sudu u Dubrovniku, te nakon položenoga pravosudnog ispita (1881.) radio je u Namjesništvu u Zadru kao perovodni vježbenik, a od 1882. kao perovođa.
Od 1906. do 1911. obnašao je dužnost austrijskoga namjesnika u Dalmaciji., naslijedivši na toj dužnosti Erasmusa von Handela. Prvi je i posljednji dalmatinski Hrvat na toj dužnosti. Nikodim Milaš opisuje Nardellija kao fanatičnog dubrovačkog katolika koji ga progoni.